# 名宦家庙
名宦家庙，位于中国广东省江门市蓬江区潮连岛卢边海田街11号。2000年列入江门市文物保护单位。
明嘉靖二十八年（1549年）十二世慕轩公始建，题名“文林朗卢公祠”。清嘉庆十二年（1807年）及光绪五年（1879年），两次重修。光绪二十三年（1897年），澳门富商华绍（卢九）倡议改建，并更名为“名宦家庙”。
名宦家庙坐北朝南，共三进深，前、中座为庙堂式建筑，后座为庭院式二层建筑，占地面积737.5平方米。